# Qingdao (stacja kolejowa)
Qingdao (chiń. 青岛站; pinyin Qīngdǎo Zhàn) - stacja kolejowa w Qingdao, w prowincji Szantung, w Chinach. Znajdują się tu 3 perony.